# Java Message Service
 (février 2023).
Pour les articles homonymes, voir JMS.
L'interface de programmation Java Message Service (JMS) permet d'envoyer et de recevoir des messages de manière asynchrone entre applications ou composants Java. JMS permet d'implémenter une architecture de type MOM (message oriented middleware). Un client peut également recevoir des messages de façon synchrone dans le mode de communication point à point.
L'API JMS permet aux applications Java de s'interfacer avec des intergiciels (middleware) à messages ou MOM. Les MOM permettent des interactions entre composants applicatifs dans un cadre faiblement couplé, asynchrone et fiable.

## Modèles de publication supportés
JMS permet l'échange de messages entre deux systèmes ou plus. Ce service supporte le modèle publication-abonnement (publish-subscribe) et le modèle point à point.

### Publication et abonnement
Dans le modèle publication-abonnement, des entités s’inscrivent sur un topic pour recevoir des messages. En effet, il ne s'agit plus d'envoyer des messages sur une file (queue) mais sur un topic. Celui qui publie les messages et ceux qui les reçoivent ne se connaissent pas.

### Point à point
Pour le modèle point à point, le producteur publie les messages dans une file (queue) et le consommateur lit les messages de la file. Dans ce cas le producteur connaît la destination des messages et poste les messages directement dans la file du consommateur.
Pour utiliser ce modèle, le consommateur doit invoquer la méthode receive() qui est bloquante

## Versions de l'API JMS
- JMS 1.0.2b, juin 2001
- JMS 1.1, mars 2002
- JMS 2.0 (JSR 343), 20 mars 2013

## Fournisseurs de service JMS
Pour utiliser l'API JMS il est nécessaire d'avoir un fournisseur de service qui gère les connexions, les sessions, les destinations et les messages.
Il y a de multiples fournisseurs de service JMS :

### Implémentation Open Source
Articles sur les implémentations open-source de JMS :
- Apache ActiveMQ (en)
- OpenJMS
- JBoss Messaging et HornetQ de JBoss
- JORAM, de ObjectWeb maintenant OW2
- Open Message Queue, de Sun Microsystems
- RabbitMQ de Pivotal Software

### Implémentations commerciales
Articles sur les implémentations commerciales de JMS :
- Oracle WebLogic Server
- Oracle AQ
- SAP NetWeaver
- SonicMQ
- Tibco Software
- webMethods Broker Server
- webMethods Universal Messaging
- WebSphere MQ
- FioranoMQ de Fiorano

Tous les serveurs d'applications Java EE à partir de la version 1.4 doivent fournir un service JMS, ce service doit être accessible au travers de JCA (Java connector architecture).